# Mactra aequisulcata
Mactra aequisulcata is een tweekleppigensoort uit de familie van de Mactridae. De wetenschappelijke naam van de soort is voor het eerst geldig gepubliceerd in 1894 door Sowerby III.